# Žydrūnas Savickas
Žydrūnas Savickas (ur. 15 lipca 1975 w Birżach) – litewski trójboista siłowy i profesjonalny zawodnik strongman. Od 2011 radny Wilna.
Najlepszy litewski strongman w historii tego sportu. Jeden z trzech najbardziej utytułowanych zawodników strongman. Dziesięciokrotny Mistrz Litwy Strongman. Trzykrotny indywidualny Mistrz Świata Strongman, Mistrz Świata Strongman 2010. Drużynowy Mistrz Świata Par Strongman w 2007. Drużynowy Mistrz Świata Strongman w 2008.

## Życiorys
Žydrūnas Savickas decyzję o rozpoczęciu kariery sportowej podjął w wieku 13 lat i rozpoczął wówczas treningi siłowe. Już w 1991 r. wystartował w zawodach siłaczy, wyprzedzając sportowców o wiele starszych. Najpierw zaczął trenować trójbój siłowy. Już gdy wystartował po raz drugi, pobił rekordy Litwy. Žydrūnas Savickas jest pierwszym przedstawicielem swojego kraju, który zaliczył przysiad z ciężarem 400 kg.
Kolejnym sukcesem Litwina było uzyskanie wyniku 1020 kg na Mistrzostwach Świata w Trójboju Siłowym w Japonii, co zagwarantowało zdobycie srebrnego medalu. Podczas kolejnego turnieju, który odbył się na Wyspach Owczych doznał kontuzji kolan. Kontuzja była na tyle poważna, że było niewielu optymistów, którzy wierzyli, że Savickas wróci do profesjonalnego sportu. Wszystkich zaskoczył fakt, iż już 9 miesięcy później został Mistrzem Litwy w trójboju siłowym i strongman.

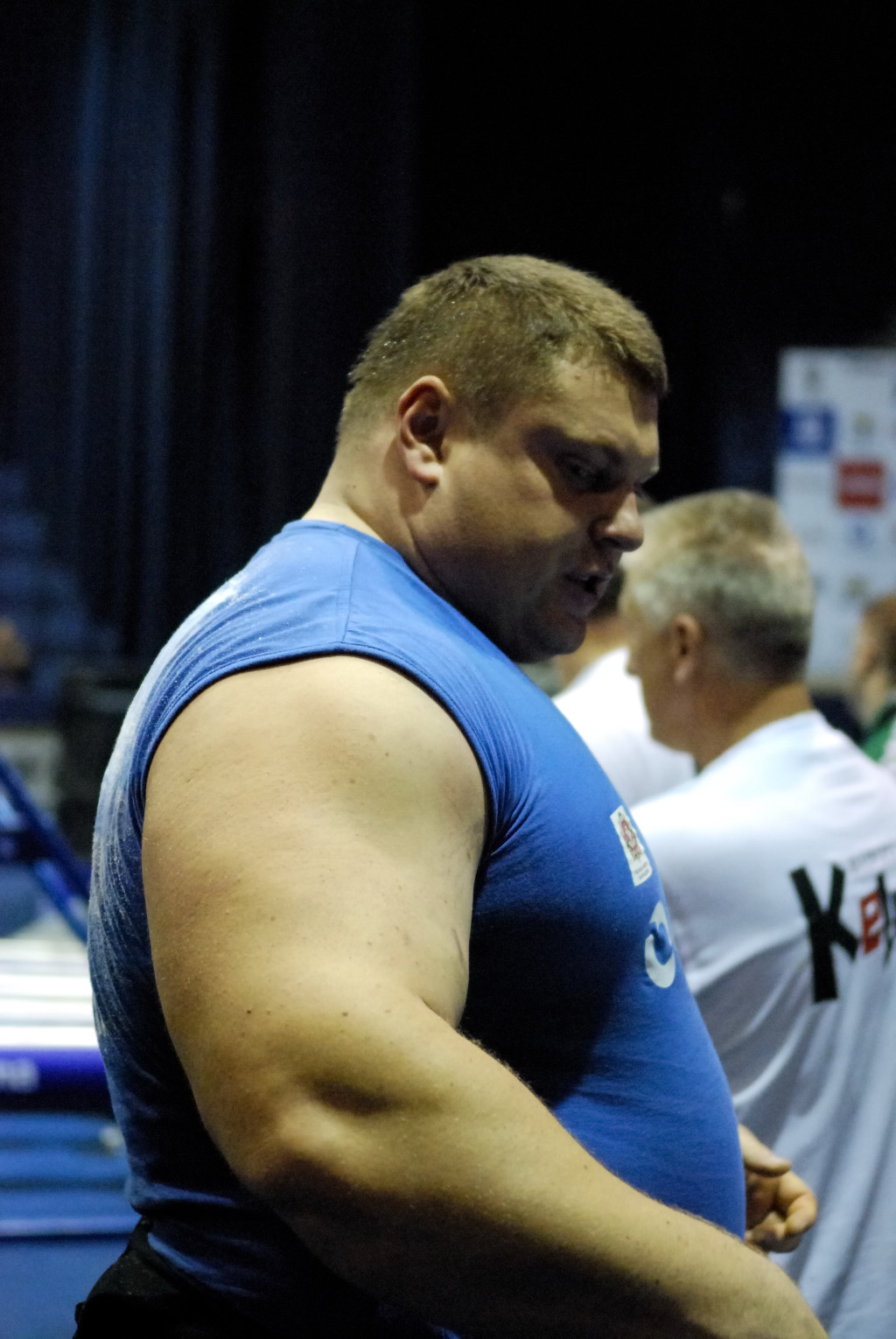
Žydrūnas Savickas podczas Drużynowych Mistrzostw Świata Par Strongman 2007, Wilno

W 1998 roku po raz pierwszy zdobył Mistrzostwo Litwy Strongman. Łącznie został dziesięciokrotnie najsilniejszym człowiekiem na Litwie, w latach: 1998, 1999, 2000, 2002, 2004, 2005, 2006, 2007, 2008 i 2009. Był dziesięciokrotnie mistrzem Litwy w trójboju siłowym, w latach: 1995–1997, 1999–2005.
Žydrūnas Savickas należy do grupy najsilniejszych ludzi na Ziemi. Dysponuje ogromną siłą i doskonałymi warunkami fizycznymi: wzrost 190 cm, waga (w zależności od zawodów) od 155 kg do nawet 170 kg. Początek szczytu jego możliwości siłowych rozpoczął się około 2002 r. i wciąż jeszcze wzrasta. W 2005 r., w trakcie Mistrzostw Litwy Strongman, pobił pięć rekordów Litwy. Ustanowił wielokrotnie nowe rekordy świata w konkurencjach strongman.
W młodości idolem Žydrūnasa był Arnold Schwarzenegger, którego poznał później osobiście. Siedmiokrotnie zwyciężył (otrzymując pięciokrotnie m.in. samochód hummer) w elitarnym, dorocznym konkursie Arnold Strongman Classic, rozgrywanym w Columbus (USA), w latach: 2003, 2004, 2005, 2006, 2007, 2008 i 2014. Wszystkie wygrane samochody sprzedał. W 2009 r. nie wziął udziału w zawodach Schwarzeneggera i w innych zawodach, ponieważ zrobił sobie kilkumiesięczną przerwę regeneracyjną.
Zdobył tytuł Mistrza Ligi Mistrzów Strongman za rok 2008 i 2014.
Trzykrotnie wziął udział w prestiżowych, dorocznych zawodach Fortissimus, w latach 2008 i 2009 i 2014, wygrywając drugą edycję tych zmagań. Jest jedynym zawodnikiem strongman, który zwyciężył w trzech najważniejszych, indywidualnych zawodach siłaczy, tj. w Mistrzostwach Świata Strongman, Arnold Strongman Classic i Fortissimus.
Jest zrzeszony w federacji IFSA i sklasyfikowany na 1. pozycji. Największym rywalem Savickasa w federacji był Ukrainiec, Wasyl Wirastiuk.
Žydrūnas Savickas, wraz z Mariuszem Pudzianowskim oraz Wasylem Wirastiukiem, znajduje się w trójce absolutnie najlepszych i najbardziej utytułowanych siłaczy XXI wieku.
Obecnie mieszka w Wilnie, gdzie w 2008 r. otworzył własną siłownię Savicko Super Gym.
24 lipca 2010 r. zawarł związek małżeński z Jurgitą.

## Mistrzostwa Europy Strongman
Žydrūnas Savickas wziął udział siedmiokrotnie w indywidualnych Mistrzostwach Europy Strongman, w latach 2001, 2002, 2003, 2004, 2005 (IFSA), 2010 (IBB Europe’s Strongest Man) i 2010.
Klasyfikacja w indywidualnych Mistrzostwach Europy Strongman:
| Rok     | 2001 | 2002 | 2003 | 2004 | 2005 IFSA | IBB 2010 | 2010 |
| ------- | ---- | ---- | ---- | ---- | --------- | -------- | ---- |
| Pozycja |      | 7.   | 4.   |      |           |          |      |

## Mistrzostwa Świata Strongman

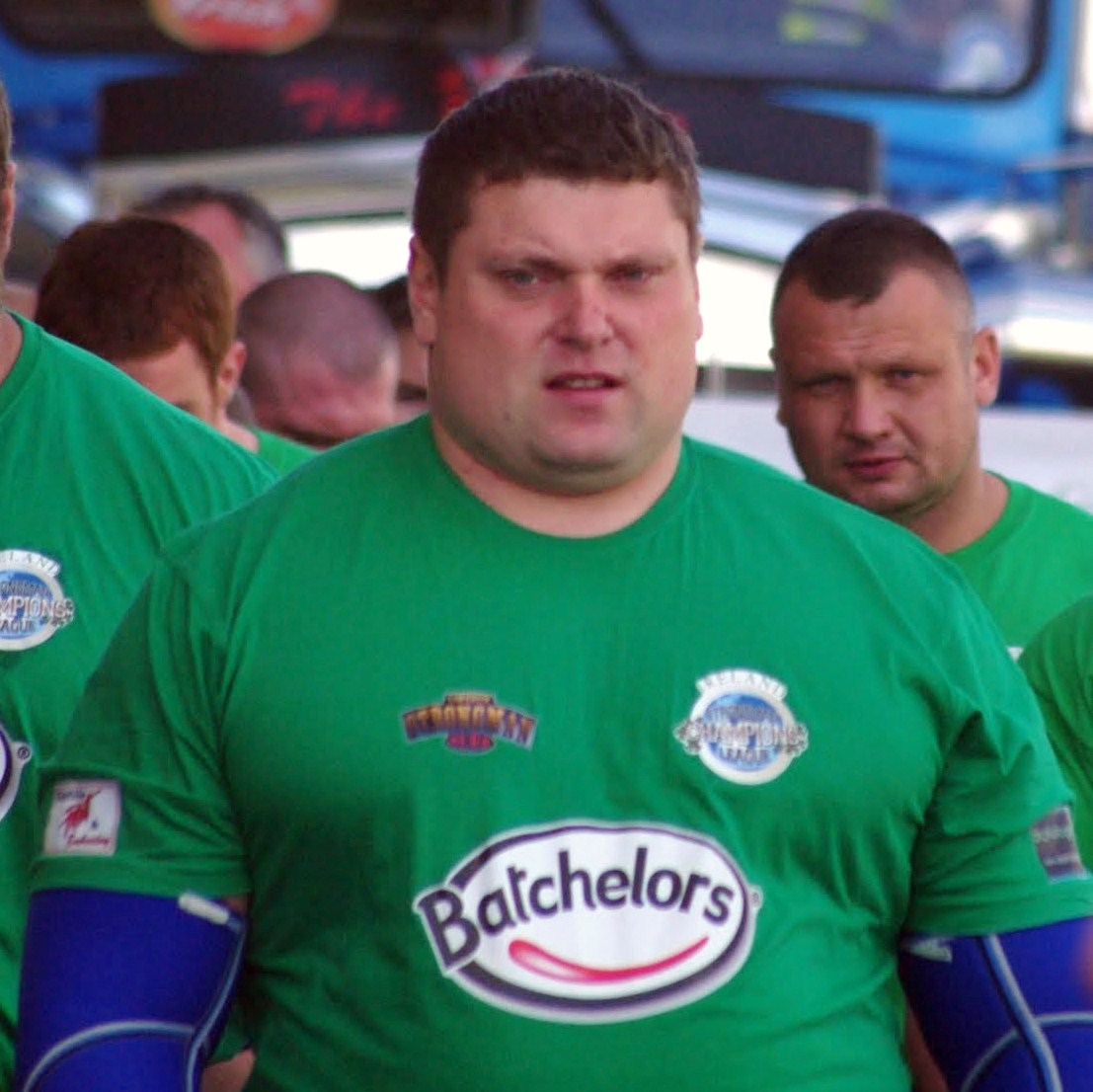
Žydrūnas Savickas, 2010

Žydrūnas Savickas jest zawodnikiem o jednym z najdłuższych stażów w indywidualnych Mistrzostwach Świata Strongman. Dotychczas wziął udział w tych zawodach, w latach 1998, 2000, 2002, 2003, 2004, 2005 (IFSA), 2006 (IFSA), 2007 (IFSA), 2009, 2010, 2011, 2012, 2013, 2014 i 2015.
Podczas swego debiutu na Mistrzostwach Świata Strongman 1998 w Maroku, nie zakwalifikował się do finału. W swym drugim występie na Mistrzostwach Świata Strongman 2000, w Południowej Afryce, również nie dostał się do finału, gdy w ostatniej konkurencji eliminacyjnej został pokonany przez Amerykanina, Phila Pfistera. Ponownie zrobił dwuletnią przerwę, by powrócić w znacznie lepszej formie. W latach 2002, 2003 i 2004 trzykrotnie został Wicemistrzem Świata Strongman. Wreszcie w Mistrzostwach Świata IFSA Strongman 2005 zdobył upragniony tytuł mistrzowski i powtórzył ten sukces w roku następnym, w Mistrzostwach Świata IFSA Strongman 2006. W następnym roku, w Mistrzostwach Świata IFSA Strongman 2007, Savickas został pozbawiony tytułu Mistrza Świata przez Wasyla Wirastiuka, a przez Michaiła Koklajewa zepchnięty na pozycję Drugiego Wicemistrza Świata. W 2008 r. federacja IFSA nie zorganizowała mistrzostw, dlatego wziął udział dopiero po dwuletniej przerwie w Mistrzostwach Świata Strongman 2009, w których powrócono do formuły jednych mistrzostw świata w roku dla wszystkich zawodników. Podczas tych zawodów prowadził w klasyfikacji po pierwszym dniu oraz drugim, a ostatecznie trzeciego dnia wywalczył swój trzeci tytuł mistrzowski. Kolejne tytuły zdobył w 2010, 2012, 2014. W 2011, 2013 i 2015 był na drugim miejscu.
Klasyfikacja w indywidualnych Mistrzostwach Świata Strongman:
| Pozycja | poza finałem | poza finałem |  |  |  |  |  |  |  |  |

Wziął udział dwukrotnie w Drużynowych Mistrzostwach Świata Par Strongman, w latach 2004 i 2007.
Klasyfikacja w Drużynowych Mistrzostwach Świata Par Strongman:
| Rok     | 2004 | 2007 |
| ------- | ---- | ---- |
| Pozycja |      |      |

Wymiary:
- wzrost 190 cm
- waga 155–170 kg
- biceps 55 cm
- klatka piersiowa 147 cm
- talia 115 cm

Rekordy życiowe:
- przysiad 455,5 kg
- wyciskanie 285,5 kg
- martwy ciąg 503,7 kg[11]

## Wymiary
| Obwód bicepsa | Obwód klatki piersiowej | Obwód w talii |
| ------------- | ----------------------- | ------------- |
| 55 cm         | 147 cm                  | 115 cm        |

## Rekordy życiowe
| Przysiad | Wyciskanie leżąc | Martwy ciąg |
| -------- | ---------------- | ----------- |
| 455,5 kg | 285,5 kg         | 503,7 kg    |

## Osiągnięcia jako strongman
- 1996

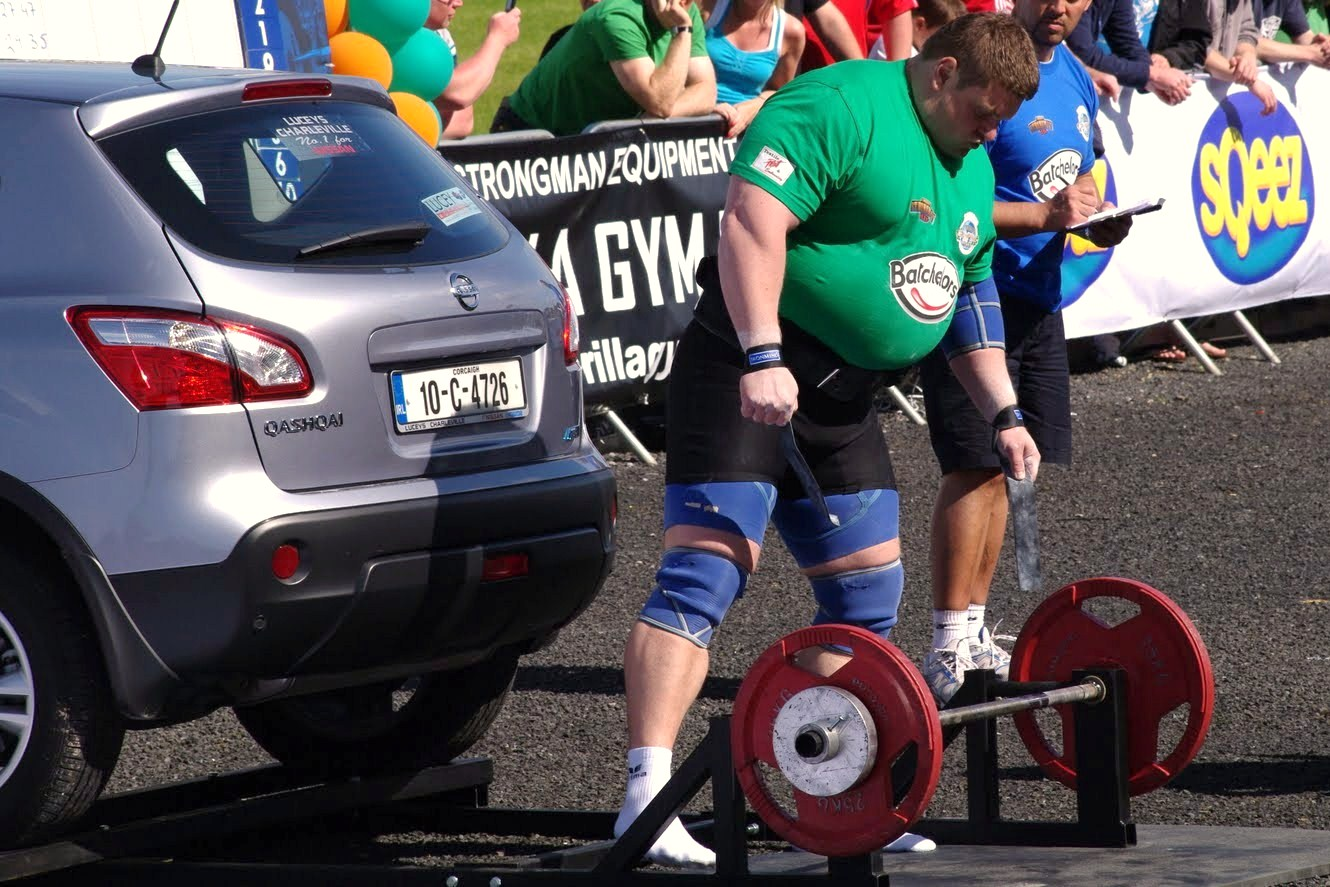
Žydrūnas Savickas przygotowuje się do Martwego ciągu

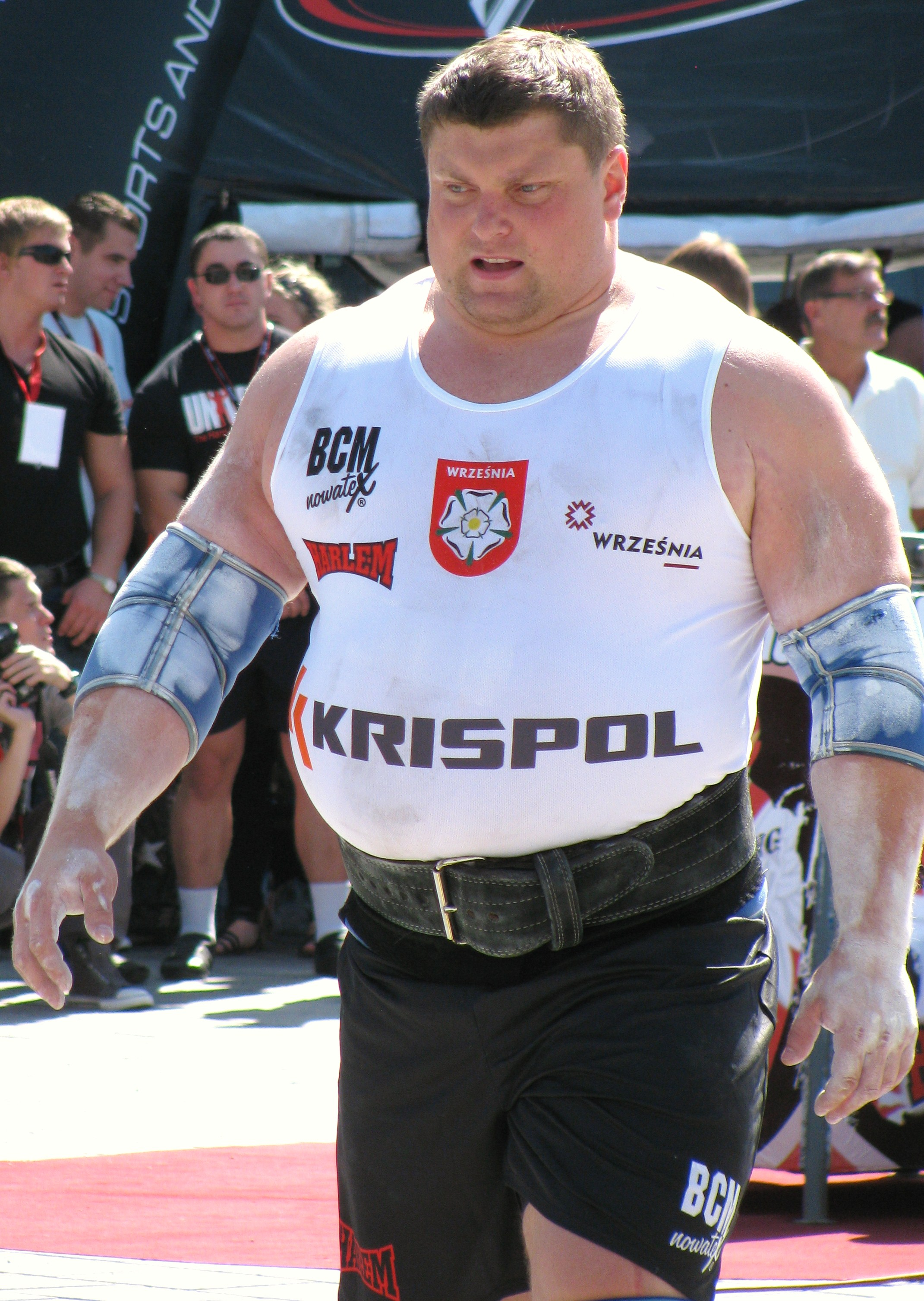
Žydrūnas Savickas

  - 3. miejsce – Mistrzostwa Litwy Strongman
- 1997
  - 2. miejsce – Mistrzostwa Litwy Strongman
- 1998
  - 1. miejsce – Mistrzostwa Litwy Strongman
- 1999
  - 1. miejsce – Mistrzostwa Litwy Strongman
- 2000
  - 1. miejsce – Mistrzostwa Litwy Strongman
- 2001
  - 3. miejsce – Mistrzostwa Europy Strongman 2001, Finlandia
  - 2. miejsce – Mistrzostwa Litwy Strongman
- 2002
  - 1. miejsce – Mistrzostwa Litwy Strongman
  - 7. miejsce – Mistrzostwa Europy Strongman 2002, Polska
  - 2. miejsce – Mistrzostwa Świata Strongman 2002, Malezja
  - 3. miejsce – Super Seria 2002: Sztokholm
- 2003
  - 2. miejsce – Super Seria 2003: Oahu
  - 3. miejsce – Super Seria 2003: Hawaje
  - 1. miejsce – Arnold Strongman Classic, USA
  - 4. miejsce – Puchar Świata Strongman 2003
  - 2. miejsce – Super Seria 2003: Silvonde
  - 4. miejsce – Mistrzostwa Europy Strongman 2003, Polska
  - 4. miejsce – Super Seria 2003: North Bay
  - 7. miejsce – Super Seria 2003: Imatra
  - 2. miejsce – Mistrzostwa Świata Strongman 2003, Zambia
- 2004
  - 1. miejsce – Arnold Strongman Classic, USA
  - 2. miejsce – Super Seria 2004: Moskwa
  - 3. miejsce – Mistrzostwa Europy Strongman 2004, Polska
  - 1. miejsce – Mistrzostwa Litwy Strongman
  - 2. miejsce – Drużynowe Mistrzostwa Świata Par Strongman 2004, Polska
  - 3. miejsce – Mistrzostwa World Muscle Power
  - 2. miejsce – Mistrzostwa Świata Strongman 2004, Bahamy
  - 2. miejsce – Super Seria 2004: Göteborg
- 2005
  - 1. miejsce – Arnold Strongman Classic, USA
  - 1. miejsce – Mistrzostwa Litwy Strongman
  - 1. miejsce – Mistrzostwa Europy IFSA Strongman 2005, Łotwa
  - 1. miejsce – Mistrzostwa Świata IFSA Strongman 2005, Kanada
- 2006
  - 1. miejsce – Arnold Strongman Classic, USA
  - 1. miejsce – Mistrzostwa Litwy Strongman
  - 2. miejsce – Drużynowe Mistrzostwa Świata Strongman 2006, Ukraina
  - 1. miejsce – Mistrzostwa Świata IFSA Strongman 2006, Islandia
- 2007
  - 1. miejsce – Arnold Strongman Classic
  - 1. miejsce – Mistrzostwa Litwy Strongman
  - 4. miejsce – Drużynowe Mistrzostwa Świata Strongman 2007, Ukraina
  - 3. miejsce – Mistrzostwa Świata IFSA Strongman 2007, Korea Południowa
  - 1. miejsce – Drużynowe Mistrzostwa Świata Par Strongman 2007, Litwa
- 2008
  - 1. miejsce – Arnold Strongman Classic, USA
  - 1. miejsce – Liga Mistrzów Strongman 2008: Ryga
  - 2. miejsce – Puchar Europy Strongman Harlem 2008
  - 1. miejsce – Liga Mistrzów Strongman 2008: Subotica
  - 1. miejsce – Liga Mistrzów Strongman 2008: Varsseveld
  - 2. miejsce – Liga Mistrzów Strongman 2008: Sofia
  - 2. miejsce – Fortissimus, Kanada
  - 1. miejsce – Liga Mistrzów Strongman 2008: Wilno
  - 1. miejsce – Puchar Europy Strongman KBI 2008
  - 1. miejsce – Drużynowe Mistrzostwa Świata Strongman 2008
  - 1. miejsce – Liga Mistrzów Strongman 2008: Mamaia
  - 2. miejsce – Liga Mistrzów Strongman 2008: Kokkola
  - 1. miejsce – Mistrzostwa Litwy Strongman
  - 1. miejsce – Mistrzostwa Świata w Wyciskaniu Belki, Litwa
- 2009
  - 1. miejsce – Drużynowe Mistrzostwa Litwy Strongman[12]
  - 1. miejsce – Fortissimus 2009, Kanada
  - 1. miejsce – Mistrzostwa Litwy Strongman
  - 1. miejsce – Mistrzostwa Świata Strongman 2009, Malta
  - 1. miejsce – Liga Mistrzów Strongman 2009: Londyn
  - 1. miejsce – Liga Mistrzów Strongman 2009: Pecz
  - 1. miejsce – Liga Mistrzów Strongman 2009: Kijów
  - 1. miejsce – Mistrzostwa Europy w Wyciskaniu Belki 2009, Litwa
  - 1. miejsce – Ultimate Strongman Championships, Australia[13][14]
- 2010
  - 2. miejsce – Arnold Strongman Classic 2010, USA
  - 1. miejsce – Mistrzostwa Europy Strongman IBB 2010, Wielka Brytania
  - 1. miejsce – Drużynowe Mistrzostwa Krajów Bałtyckich Strongman[15]
  - 1. miejsce – Mistrzostwa Europy Strongman 2010, Polska
  - 1. miejsce – Mistrzostwa Świata Strongman 2010, RPA
- 2011
  - 3. miejsce – Arnold Strongman Classic 2011, USA
  - 2. miejsce – Mistrzostwa Świata Strongman 2011, USA
- 2012
  - 1. miejsce – Mistrzostwa Europy Strongman 2012, Wielka Brytania
  - 1. miejsce – Mistrzostwa Świata Strongman 2012, USA
- 2013
  - 2. miejsce – Mistrzostwa Świata Strongman 2013, Chiny

## Kariera polityczna
W wyniku wyborów samorządowych w 2011 objął mandat radnego Wilna z ramienia koalicji Artūrasa Zuokasa.